# Granadská smlouva (1491)

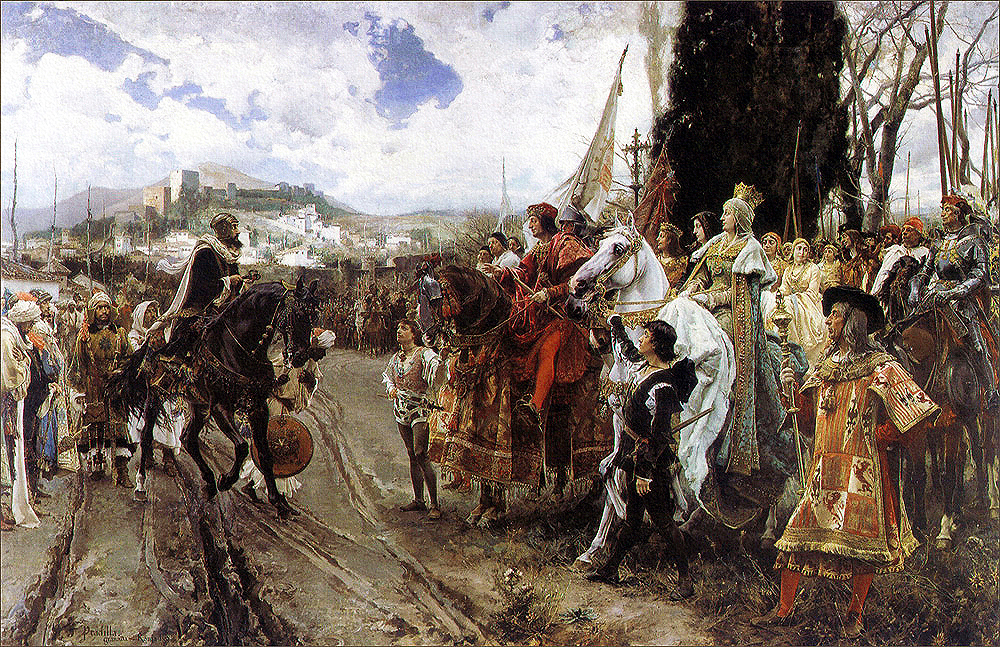
Kapitulace Granady na obraze Francisco Pradilly Ortize

Granadská smlouva, známá také jako Granadská kapitulace byla mírová smlouva podepsána 25. listopadu 1491 mezi Boabdilem, sultánem muslimské Granady, a Ferdinandem a Isabellou, králem a královnou křesťanských království Kastilie, León, Aragonie a Sicílie. Smlouva ukončila granadskou válku, která začala v roce 1482 a vyvrcholila bitvou o Granadu na jaře 1491, v níž křesťanská království zvítězila. Smlouva zajistila ovšem jen krátké příměří, po kterém následovalo v lednu 1492 odevzdání veškeré suverenity Granadského emirátu (založeného ve 13. století) katolickému Španělsku, čímž vyvrcholil proces reconquisty, křesťanského dobytí Pyrenejského poloostrova.
Smlouva zaručovala Maurům (muslimským obyvatelům) sadu práv, včetně náboženské tolerance a spravedlivého zacházení výměnou za jejich kapitulaci. Tato ochrana vydržela do roku 1502 v Kastilském království a do roku 1527 v Aragonském. Pak byli muslimové donuceni ke konverzi. Těmto konvertitům se pak říkalo moriskové. I ti byli ale nakonec vyhnáni v letech 1609 až 1614.
Židům Granadská smlouva na odevzdaných územích dávala jen možnost konvertovat ke křesťanství, nebo odejít do severní Afriky během tříletého moratoria. Toto ustanovení bylo v roce 1492 nahrazeno ještě tvrdším a na celé španělské území se vztahujícím dekretem z Alhambry z roku 1492, který nutil všechny Židy ve Španělsku, aby si ihned vybrali mezi konverzí nebo vyhnáním. Vyhnání morisků a židů znamenalo konec kosmopolitní andaluské civilizace.